# Oyeniyi Abejoye
Oyeniyi Abejoye, né le 16 janvier 1994 à Lagos, est un athlète nigérian.

## Carrière
Il remporte la médaille d'argent du 110 mètres haies aux Championnats d'Afrique d'athlétisme 2018 à Asaba.

## Palmarès
| Date | Compétition            | Lieu  | Résultat | Épreuve     | Temps   |
| ---- | ---------------------- | ----- | -------- | ----------- | ------- |
| 2018 | Championnats d'Afrique | Asaba | 2e       | 110 m haies | 13 s 87 |
| 2019 | Jeux africains         | Rabat | 2e       | 110 m haies | 13 s 90 |

## Records
| Épreuve     | Temps   | Lieu    | Date         |
| ----------- | ------- | ------- | ------------ |
| 110 m haies | 13 s 67 | Decatur | 21 juin 2019 |